# کلاته درخت بید
کلاته درخت بید، روستایی از توابع بخش طرقبه شهرستان طرقبه شاندیز در استان خراسان رضوی ایران است.

## جمعیت
این روستا در دهستان طرقبه قرار دارد و براساس سرشماری مرکز آمار ایران در سال ۱۳۸۵، جمعیت آن ۷۰ نفر (۲۱خانوار) بوده‌است. و آمار سرشماری سال 1395تعداد29خانوار و 87 نفر می باشد